# کولبین بیرگیر فینسون

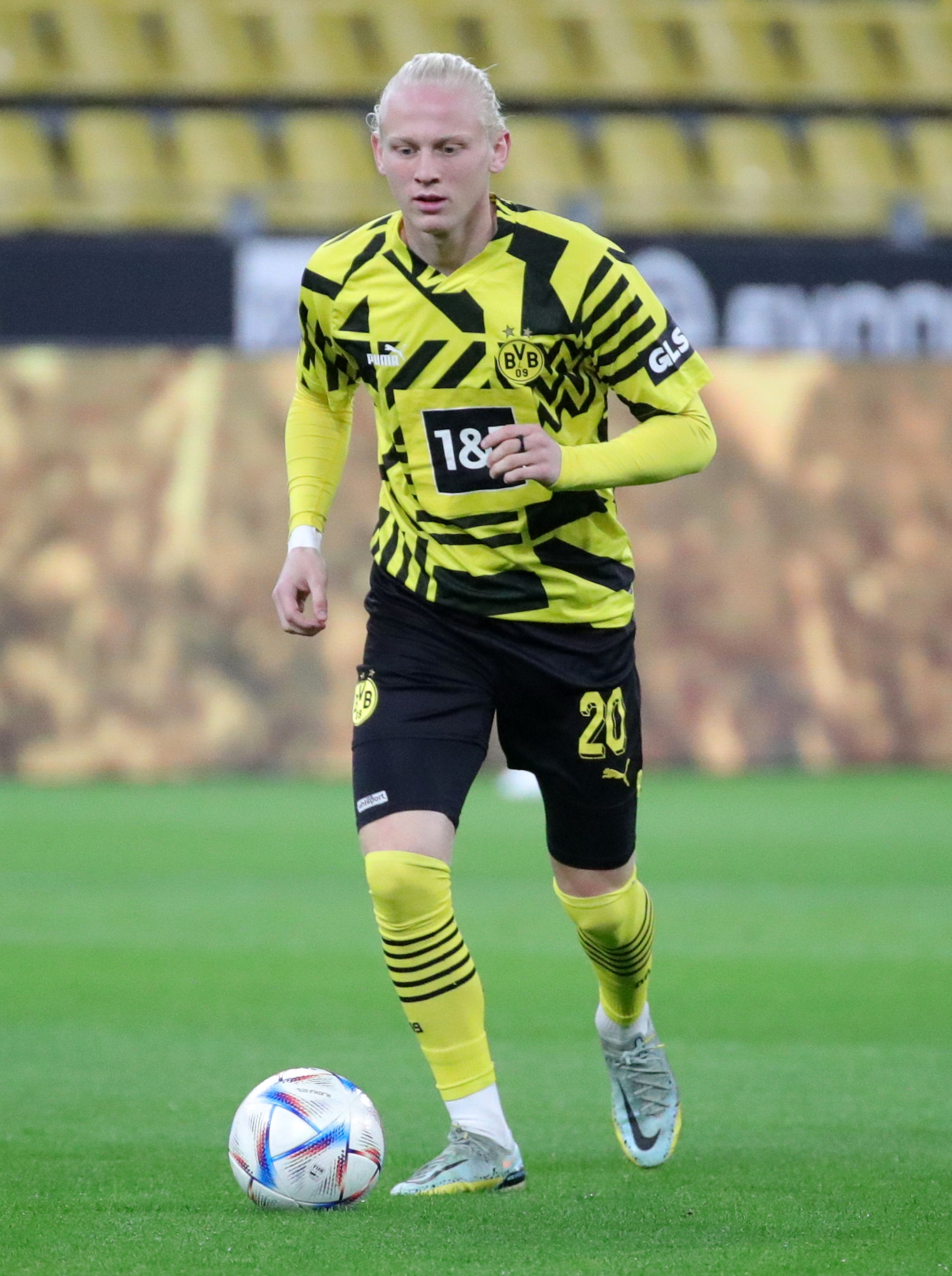
کولبین بیرگیر فینسون - ۲۰۲۲

کولبین بیرگیر فینسون(به انگلیسی:Kolbeinn birgir Finnsson، زاده: ۲۵ اوت ۱۹۹۹) یک بازیکن فوتبال اهل ایسلند است که برای باشگاه آلمانی بروسیا دورتموند۲ به عنوان هافبک بازی می‌کند. او محصول آکادمی فیلکیر است و برای تیم ملی فوتبال ایسلند بازی می کند.